# Narciso Alonso Cortés
Pour les articles homonymes, voir Cortés.
Narciso Alonso Manuel Cortés, né le 11 mars 1875 à Valladolid et mort le 19 mai 1972 dans la même ville, est un poète et historien de la littérature espagnol.

## Biographie
Nicolás Alonso Manuel Cortés fait ses études au collège San Luis Gonzaga de Valladolid. Il obtient un doctorat en droit et philosophie à l'université Centrale de Madrid en 1897. Il épouse Victorina Fernández-Vicario le 7 janvier 1899 à l'église Nuestra Señora de la Antigua de Valladolid. Ils ont neuf enfants. Il est professeur de littérature à l'Institut de Santander puis à l'Institut Zorrilla de Valladolido, qu'il dirige pendant douze ans. Il devient le premier directeur du Musée de Cervantes de Valladolid et il préside le centre socio-culturel de la ville, la Commission provinciale de Monuments historico-artistiques et l'Académie royale des Beaux-Arts de la Conception Purissime (es). Il devient membre de l'Académie royale espagnole en 1952, la mairie de Valladolid le nomme “fils illustrre” en 1916 et lui a accordé la Médaille d'Or de la ville en 1955.
Dans sa jeunesse, Narciso Cortés participe aux compétitions locales de cyclisme. À la fin du XIXe siècle, il réclame un vélodrome à Valladolid comme les cyclistes s'emparaient de la promenade du Campo Grande (es). Il est passionné de tauromachie, de théâtre et de zarzuela.
Il promeut la Société Castillane d'Excursions (es) en 1903. Plus tard en 1915, il participe à la création de la Revista Castellana (es). Il collabore en 1918-1919 à la revue Castilla (es), éditée à Tolède.  Il est secrétaire de la Société d'études castillanes (es). Narciso Alonso Cortés est ami avec le poète Nicomedes Sanz y Ruiz de la Peña (es). Il publie plusieurs articles dans le Bulletin de l'Académie royale espagnole et dans la Revue hispanique.
Il traduit plusieurs œuvres en portugais vers l'espagnol. Antonio Machado lui consacre un poème intitulé « A Narciso Alonso Cortés, poeta de Castilla ».
Il prend sa retraite en 1945. En 1952, Narciso Alonso Cortés préface Arribar calmé, premier livre du poète Luis López Álvarez (es),qu'il a eu comme étudiant de baccalauréat. 
Narciso Alonso Cortés meurt en 1972 à l`âge de quatre-vingt-dix-sept ans. La ville de Valladolid lui rend un grand hommage lors de ses obsèques. En mai 2017, on installe un buste de Narciso Alonso Cortés dans le jardin-musée de la Maison de Zorrilla, à Valladolid, lors des célébrations du bicentenaire de José Zorrilla.

## Thématique de recherche
Parmi ses œuvres, Ensayos sobre literatura regional castellana, Jornadas: artículos varios (1920) et Historia de la literatura regional castellana (inédit) traduisent l'idéal castillaniste de l'auteur. Elles reflètent un moment de l'histoire de l'Espagne où éclot le régionalisme castillan. Narciso Alonso Cortés présente ainsi plusieurs écrivains de tous horizons, visant à former une conscience régionale propre. L'étude El teatro en Valladolid (1923) comporte un historique détaillé de la chronologie des événements du théâtre à Valladolid et du théâtre espagnol en général entre 1590 et 1810. Cette recension précieuse se double d'un portrait des conditions historiques apportant plusieurs informations inédites et montre comment le théâtre a pu se développer en Espagne grâce aux cérémonies de la Fête-Dieu et événements de bienfaisance. Il fait l'étude de José Zorrilla et de Lope de Rueda. Dans sa compilation sur Zorrilla de 1925, Narciso Alonso Cortés réunit un très grand nombre de poèmes de l'auteur classique qui ne font pas partie des anthologies mais plutôt éparses dans plusieurs publications éphémères. Cortés, tout en notant certaines longueurs et maladresses, fait ressortir la très grande qualité de l'écriture du poète espagnol. En 1931, il examine le Pacte fédéral castillan (es).

## Œuvres

### Poésie
- 1897 - (es) Fútiles[11] (« Futiles »)
- 1899 - (es) Rengloncitos
- 1907 - (es) Briznas (« Brins »)
- 1911 - (es) La Mies de hogaño: poesías (« La moisson de hogaño : poésies »)
- 1914 - (es) Árbol añoso (« Arbre ancien »)

### Histoire de la littérature
- 1906 - (es) Romances populares de Castilla (« Romans populaires de Castille »)
- 1907 - (es) Elementos de preceptiva literaria (« Éléments de prescriptive littéraire »)
- 1910 - Édition critique de (es) El Licenciado Vidriera, de Miguel de Cervantes
- 1913 - (es) Cuatro indicaciones sobre la moderna crítica de arte (« Quatre indications sur la critique moderne de l'art »)
- 1913 - (es) Juan Martínez Villergas, Bosquejo biográfico-crítico (« Juan Martínez Villergas, Ébauche biographique et critique »)
- 1913 - (es) Don Hernando de Acuña. Noticias biográficas (« Hernando de Acuña : notes biographiques »)
- 1914 - (es) Catálogo de periódicos vallisoletanos (« Catalogue de journaux vallisolétains »)
- 1916 - (es) Casos cervantinos que tocan a Valladolid (« Cas cervantins touchant Valladolid »)
- 1918 - (es) Cervantes en Valladolid (« Cervantes à Valladolid »)
- 1920 - (es) El falso "Quijote" y Fray Cristóbal de Fonseca (« Le faux "Quichotte" et Fray Cristóbal de Fonseca »)
- 1920 - (es) Jornadas: artículos varios (« Journées : articles divers »)
- 1920 - (es) Zorrilla, su vida y sus obras (« Zorrilla : sa vie et ses œuvres »)
- 1923 - (es) Fábulas castellanas (« Castillans célèbres »)
- 1924 - (es) Representaciones populares (« Représentations populaires »)
- 1925 - (es) El teatro de Valladolid desde los siglos XVI al XVIII (« Le théâtre de Valladolid du XVIe au XVIIIe siècle »)
- 1930 - (es) Historia de la literatura española (« Histoire de la littérature espagnole »)
- 1932 - (es) Ejercicios de gramática castellana (« Exercices de grammaire castillane »)
- 1940 - (es) Los cofrades de Santa María de Esgueva (« Les confrères de Santa María de Esgueva »)
- 1941 - (es) Bosquejo de historia general de la literatura (« Esquisse d'histoire générale de la littérature »)
- 1942 - (es) Espronceda: ilustraciones biográficas y críticas. (En su centenario)
- 1942 - (es) Las cien mejores poesías del siglo XIX (« Les cent meilleures poésies du XIXe siècle »)
- 1943 - (es) Peligros de villancicos de los siglos XVII, XVIII y XIX (« Dangers des chants de Noêl aux XVIIe, XVIIe et XVIIe siècles »)
- 1947 - (es) El teatro de Valladolid durante el siglo XIX (« Le théâtre de Valladolid au XIXe siècle »)
- 1955 - (es) Miscelánea Vallisoletana (« Divers Vallisolétains »)
- 1985 - (es) Ensayos sobre literatura regional castellana (« Essais sur littérature régionale castillane »)

## Prix et distinctions
Une plaque apposée sur la maison de Narciso Alonso Cortés à Valladolid rappelle sa mémoire. Un collège porte son nom depuis 1980.
- 1916 - Fils illustre de la Ville de Valladolid
- 1952 - Membre de l'Académie royale espagnole
- 1955 - Médaille d'or de la Ville de Valladolid